# Meteorit Grant
El meteorit Grant és un meteorit que va ser descobert a la serralada de Zunyi, a 72 km al sud de la localitat de Grants, a Nou Mèxic (Estats Units). Rep el seu nom d'aquesta localitat nord-americana on va ser descobert l'any 1929. La data de la seva caiguda és desconeguda.

## Característiques
És un meteorit de tipus metàl·lic, una massa de ferro gairebé cònica d'uns 56 centímetres d'alçada i d'entre 58,10 a 74,61 cm de dimensió bàsica, que pesa uns 480 kg. Després del seu descobriment el meteorit va ser venut a la Smithsonian Institution, i des d'aleshores ha estat emprat en una àmplia varietat d'estudis científics.
S'han descrit 8 espècies minerals al meteorit: beusita, cromita, galileiïta, graftonita, johnsomervilleïta, quars, sarcòpsid i troilita. El meteorit es considera, a més, la localitat tipus d'una d'aquestes espècies minerals, ja que és on va ser descoberta: la galileiïta, un mineral de la classe dels fosfats amb fórmula NaFe2+
4(PO₄)₃ que pertany al grup de la fillowita, i que rep el seu nom en honor de Galileo Galilei.